# Demokratická strana Abcházie
Demokratická strana Abcházie (abchazsky Аԥсны адемократиатә партиа, rusky Демократическая партия Абхазии) byla první abchazskou novodobou politickou stranou, jež vznikla v průběhu rozpadu Sovětského svazu. Existovala však pouze jeden rok.
Nápad k založení první abchazské politické strany v moderních dějinách dostali historik Guram Gumba, spisovatel Daur Zantarija a ruský básník Aleksandr Bardodym, jenž v roce 1990 Abcházii navštívil a v roce 1992 během války v Abcházii v důsledků bojů zemřel. Při společné schůzce se radili, jaký název by tato strana měla nést, a uvažovali nad variantou „Demokratický svaz Abcházie“. Definitivní název byl navržen a přijat až v průběhu ustavujícího sjezdu strany, který se uskutečnil dne 19. ledna 1991 v prostorách Abchazského divadla v Suchumi, který svolal Zantarija. Do čela strany byl zvolen Guram Gumba, který se stal prvním a zároveň posledním předsedou této strany. Mezi zakládající členy strany patřily veřejně známé osobnosti Natela Akabová, Georgij Gulija, Tamara Šakrylová a Boris Kechir-ipa.
Mnoho členů této strany, včetně jejího vedení, ale bylo aktivních i v rámci hnutí Aidgylara, v abchazských vládních strukturách a v Nejvyšším sovětu Abcházie, a přidali se 14. února 1991 k široké koalici spolu s Aidgylarou a se zástupci dalších negruzínských národů žijících v Abcházii, jež měla koordinovat jejich společný postup v otázkách vznikajícího konfliktu s Gruzií. Demokratická strana svůj program prezentovala zprvu v novinách Sovětská Abcházie (Советская Абхазия), ale když proběhl v roce 1991 v Sovětském svazu Srpnový puč, bylo vydávání veškerého sovětského stranického tisku zastavené. Redakce Sovětské Abcházie se tedy sešla na konci srpna 1991, aby se usnesla, že bude pokračovat ve stejném složení pod jiným názvem. Na návrh novináře Vitalije Šariji byly noviny pojmenovány dle názvu této strany, tedy „Demokratická Abcházie“. Ale o téměř rok později vypukla válka v Abcházii, Suchumi brzy padlo do rukou gruzínských vládních vojsk, abchazské vedení této autonomní republiky se stáhlo do Gudauty, a v gruzínských rukou se ocitla i redakce Demokratické Abcházie. Noviny pak na příkaz Gruzínců tiskly očerňující články o abchazských politicích vedených Vladislavem Ardzinbou i o jejich armádě, které popisovaly jako bandity a lháře. Tím pádem se staly u většiny abchazské populace nepopulární a veřejnost se distancovala nejen od nich, ale i od demokratické strany jako takové, která jim je svým názvem připomínala, a tak v podstatě zanikla.
Po skončení bojů proto činnost strany již obnovena nebyla.
V roce 2015 v Abcházii vznikla nová strana, jež byla Demokratické straně Abcházie podobná: Demokratická Abcházie.